# Usine de retraitement de West Valley
Pour les articles homonymes, voir Valley.
L'usine de retraitement de West Valley est une ancienne usine de traitement du combustible nucléaire usé située à West Valley, New York, États-Unis qui a fonctionné de 1966 à 1972. Mais des modifications de l'usine imposées par les normes en vigueur ont été considérées comme économiquement non rentables, c'est pourquoi l'usine fut arrêtée.

## Histoire

### Contexte
Les années 1950 voient l'initiative américaine de promotion du développement mondial de l'énergie nucléaire civile (Atoms for Peace). Cette initiative extérieure est doublée sur le front intérieur d'encouragements de la part de l'administration républicaine d'Eisenhower pour des investissements privés dans le cycle du combustible nucléaire. Le (en) Atomic Energy Act de 1954 complété par le Price-Anderson Nuclear Industries Indemnity Act de 1957 forme un cadre législatif favorable au développement de l'industrie nucléaire privée. En 1954 est établi le programme pour la participation industrielle ((en) Industrial Participation Program) de la Commission pour l'énergie atomique ((en) Atomic Energy Commission - AEC),.
En 1959, l'État de New York créé le Bureau pour le développement de l'énergie atomique ((en) Office of Atomic Development - OAD). Cette instance est chargée de la coordination de l'implantation de l'industrie nucléaire dans l'État de New York. Le Plan pour l'énergie atomique de l'État de New York identifie le traitement du combustible nucléaire usé comme une activité économiquement rentable.

### Construction du centre
En 1961, l'État de New York acquiert 14 km² de terrain sur la commune de Ashford, dans le comté de Cattaraugus, près de West Valley, pour le Western New York Nuclear Service Center (WNYNSC). L'année suivante, Davison Chemical Company fonde une société de traitement du combustible nucléaire usé nommée Nuclear Fuels Services, Inc. (NFS) et investit dans le WNYNSC.

### Exploitation du centre
NFS développe 809 000 m² du domaine et exploite les installations de 1966 à 1972. Pendant cette période, 640 tonnes de combustible nucléaire usé sont traitées, la capacité de l'usine étant de 300 tonnes par an. L'usine accepte des déchets radioactifs en stockage jusqu'en 1975.
Pendant le fonctionnement de l'usine, 2500 m³ de liquide hautement radioactif ont été produits. Ces déchets radioactifs liquides ont été stockés dans un réservoir souterrain. NFS utilisa aussi 61 000 m² pour entreposer les déchets de générateurs commerciaux, et encore 28000 m² pour déposer les déchets produits par le traitement.

### Fermeture du centre
En 1976, NFS décida que les coûts et les exigences des normes du traitement du combustible usé rendaient l'opération impossible. La compagnie abandonna le site après l'expiration de la licence le 31 décembre 1980, transférant la propriété et la responsabilité des déchets et des équipements à l'État de New York.

### Démantèlement du centre
Le 1er octobre 1980, la loi West Valley Demonstration Project Act, Public Law 96-368, a été signée, imposant au département de l'Énergie des États-Unis de diriger le traitement des déchets de haute activité et de décontaminer les équipements à West Valley.
En 1982, le département de l'Énergie des États-Unis sélectionna West Valley Nuclear Services (WVNS), une filiale de Westinghouse, pour gérer le site. Le contrôle des 809 000 m² incombe toujours au département de l'Énergie; le projet fut nommé West Valley Demonstration Project (WVDP). La vitrification, ou l'incorporation de déchets radioactifs de haute activité dans du verre, fut sélectionnée comme la méthode préférentielle pour solidifier les déchets que NFS avait laissés à West Valley.
En 1987, la décision de disposer de déchets de faible activité dans le cadre du WVDP conduisit à un accord légal entre le ministère de l'énergie et la Coalition on West Valley Nuclear Wastes.
En 1996, la vitrification radioactive débuta. L'opération continua jusqu'en 2001, vidant le réservoir de déchet de haute activité et produisant des conteneurs en métal de 3 mètres de haut, pleins de verre radioactif.
En 1999, le Vitrification Expended Materials Processing (VEMP) a été initié pour intégrer les équipements inutiles dans le centre de vitrification. Grâce à VEMP, il put être développé le Remote Handled Waste Facility (RHWF) pour assurer les activités de décontamination et de démantèlement des équipements hautement radioactifs.